# Skyline Pigeon
«Skyline Pigeon» es una balada interpretada por el músico británico Elton John. Es la octava canción de su álbum debut, Empty Sky. Fue publicada originalmente como sencillo por Guy Darrell y Roger Cook en agosto de 1969.

## Estructura musical
La grabación original del álbum tiene a Elton John tocando el clavecín y el órgano. También es la única canción del álbum en ser interpretada solamente por John. El escribió la canción en un estilo de himno. Las letras de la canción son metafóricas – describiendo una paloma que está volando alto y libre después de ser liberada de las manos de una persona.

## Interpretaciones en vivo

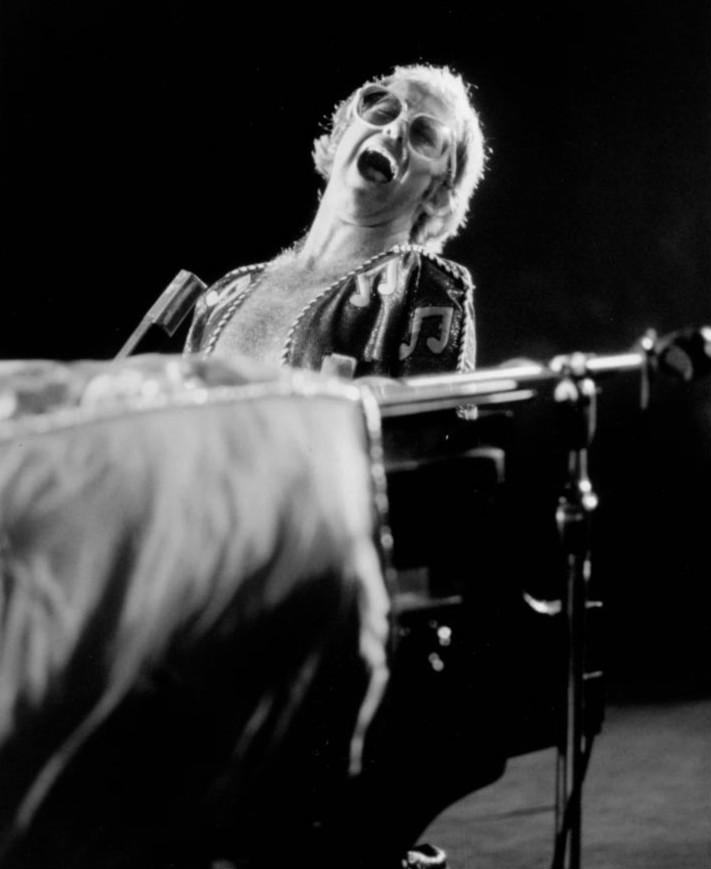
Elton John en 1974.

La canción fue interpretada en vivo durante varias épocas y recintos a lo largo de la carrera de John, principalmente en el Reino Unido. John siempre ha dicho que el considera a «Skyline Pigeon» como una de sus primeras “mejores canciones que el y Taupin escribieron”. John interpretó la canción en el funeral de la víctima del	sida, Ryan White en 1990.
En 2011, el tocó la canción durante el concierto de Rock in Rio, con una audiencia de 150,000 de personas en Río de Janeiro. Durante la gira de 2013, el tocó la canción otra vez en São Paulo el 27 de agosto.

## Versiones en vivo
- Una versión grabada en el Royal Festival Hall el 18 de mayo de 1974, fue publicada en el álbum de 1976, Here and There.[6]
- Una presentación grabada en el Teatro de Moscú el 28 de mayo de 1979, fue lanzado en el álbum de 2019, Live from Moscow 1979.[7]

## Otros lanzamientos
- La canción ha aparecido en numerosos álbumes compilatorios de Elton John:
  - Greatest Hits (1974)
  - Lady Samantha (1980)
  - Rare Masters (1992)
  - Diamonds (2017)
  - Jewel Box (2020)
- La canción aparece en la banda sonora de la película de 2018, The Favorite.[8]

## Otras versiones

### Regrabación en 1972
En 1972, John regrabo la canción con su banda (Dee Murray, Nigel Olsson y Davey Johnstone) durante las sesiones de Don't Shoot Me, I'm Only the Piano Player. La nueva versión utiliza un piano en vez de un clavecín, con arreglos hechos por Paul Buckmaster. Fue publicado más tarde como lado B del lanzamiento de sencillo de «Daniel» el 20 de enero de 1973.
De acuerdo al sitio web del músico, está versión fue particularmente popular en Brasil, donde fue usada en la banda sonora de la serie de televisión, Carinhoso.

## Créditos
Créditos adaptados desde las notas del álbum.
- Elton John – voz principal y coros, clavecín, órgano

## Uso en la cultura popular
- En 2018, la canción fue tocada al final de la película The Favorite.[8]